# 허먼 리
허먼 리(영어: Herman Li, 중국어: 李康敏)은 영국의 기타 리스트로 1976년 10월 3일에 영국령 홍콩에서 출생했다. 1993년에 데뷔하기 시작해 그룹 데모니악(영어: Demoniac)에서 활동했으며 1999년에 기타 리스트인 샘 토트먼과 함께 드래곤포스를 결성해 드래곤포스의 기타 리스트로 활동하고 있다.